# آناتولی کولسوف (کشتی‌گیر)
آناتولی کولسوف (روسی: Анатолий Иванович Колесов؛ ۱۸ ژانویه ۱۹۳۸ – ۲ ژانویه ۲۰۱۲) کشتی‌گیر فرنگی اهل شوروی بود.
وی در مسابقات کشوری و بین‌المللی در مجموع برندهٔ ۴ مدال طلا شده‌است.